# Buenos Aires (pokrajina)
Pokrajina Buenos Aires (šp. Provincia de Buenos Aires) je najveća i najnaseljenija argentinska pokrajina. Na sjeveru graniči s pokrajinama Entre Ríos i Santa Fe, a na zapadu s pokrajinama Córdoba, La Pampa i Río Negro. Prema jugu i istoku pokrajina ima direktan pristup Atlantskom oceanu. Glavni grad pokrajine je grad La Plata.

## Vanjske poveznice
- Buenos Aires (pokrajina), službene stranice (šp.)